# 饶桥站
饶桥站位于江西省抚州市资溪县马头山镇，为鹰厦铁路车站。距鹰潭站56公里，距厦门站638公里。车站建于1955年，同年11月开始办理临时客运业务。站内设有3条股道，1980年增设1条货物线。车站设有面积2400平方米的货场以及设有面积300平方米的仓库一座:174。
饶桥站目前为四等站，不办理客货运业务。